# Canton de Danjoutin
Le canton de Danjoutin est une ancienne division administrative française, située dans le département du Territoire de Belfort et la région Franche-Comté.

## Histoire
Issu du redécoupage de l'ancien canton de Belfort, le canton est créé en 1967.

## Composition
Le canton de Danjoutin groupait 12 communes :
- Andelnans (repère An) - 1 271 habitants
- Autrechêne  (repère Au) - 304 habitants
- Charmois (repère Cha) - 293 habitants
- Chèvremont (repère Chè) - 1 469 habitants
- Danjoutin (repère D) - 3 514 habitants (chef-lieu de canton)
- Fontenelle (repère F) - 139 habitants
- Meroux (repère Mé) - 811 habitants
- Moval (repère Mo) - 324 habitants
- Novillard (repère N) - 252 habitants
- Pérouse (repère P) - 1038 habitants
- Sevenans (repère S) - 744 habitants
- Vézelois (repère V) - 898 habitants

## Représentation
| Période   | Identité         | Parti        | Qualité |
| --------- | ---------------- | ------------ | --- |
| 1967-1973 | Marcel Cheval    | MRP puis CD  | Retraité SNCF Maire de Danjoutin (1956-1983) |
| 1973-1979 | Jean Gasser      | UDR puis RPR | Entrepreneur en transports Adjoint au Maire de Danjoutin                                                                                              |
| 1979-1985 | Odile Chevillot  | PS           | Postière, Meroux |
| 1985-1998 | Jean Rosselot    | RPR          | Maitre de conférences Université de Franche-Comté Conseiller régional Conseiller municipal de Belfort Député (1993-1997) Maire de Bermont (1971-1989) |
| 1998-2011 | Sylvianne Fleury | PS           | Préparatrice en pharmacie Maire d'Andelnans, suppléante de Raymond Forni (1997-2002)                                                                  |
| 2011-2015 | Daniel Feurtey   | EÉLV         | Conseiller pédagogique Maire de Danjoutin (2001-2020)                                                                                                 |

## Démographie
| 1968  | 1975  | 1982  | 1990  | 1999  | 2006   | 2011   | 2012   |
| ----- | ----- | ----- | ----- | ----- | ------ | ------ | ------ |
| 7 071 | 7 537 | 8 817 | 9 094 | 9 835 | 10 707 | 11 220 | 11 427 |